# Чернещина (Диканська селищна громада)
Черне́щина — село в Україні, у Диканській селищній громаді Полтавського району Полтавської області. Населення становить 276 осіб. До 2020 орган місцевого самоврядування — Орданівська сільська рада.

## Географія
Село Чернещина знаходиться на правому березі річки Середня Говтва, вище за течією на відстані 1.5 км розташоване село Орданівка, нижче за течією на відстані 2,5 км розташоване село Андренки.

## Історія
12 червня 2020 року, відповідно до розпорядження Кабінету Міністрів України № 721-р «Про визначення адміністративних центрів та затвердження територій територіальних громад Полтавської області», село увійшло до складу Диканської селищної громади.
19 липня 2020 року, в результаті адміністративно - територіальної реформи та ліквідації Диканського району, село увійшло до складу новоутвореного Полтавського району.

## Економіка
- ТОВ «Ім. Г.Ляшика».

## Особистості
- У Чернещині жила сім'я отця Костянтина, батька майбутнього українського громадського діяча, письменника, видавця і художника, одного із засновників Української Центральної Ради Василя Короліва-Старого. Пізніше о. Костянтин мав прихід у Великих Будищах, а ще пізніше, очевидно, з початку XX століття і до 1920 року правив службу у диканській церкві Св. Трійці.
- Народився Макарець Микола Володимирович — доктор фізико-математичних наук, професор, завідувач кафедри, декан фізичного факультету Київського державного університету ім. Т. Г. Шевченка.
- Народився Гринько Дмитро Григорович — український письменник, журналіст, перекладач, літературознавець.